# Parafia greckokatolicka św. Mikołaja w Osiecku
Parafia greckokatolicka Św. Mikołaja w Osiecku – parafia greckokatolicka w Osiecku. Parafia należy do eparchii wrocławsko-koszalińskiej i znajduje się na terenie dekanatu zielonogórskiego. Proboszczem jest ksiądz Ernest Sekulski.

## Historia parafii
Parafia Greckokatolicka Św. Mikołaja funkcjonuje od 1958 r., księgi metrykalne są prowadzone od 1958.

## Świątynia parafialna
Nabożeństwa odbywają się w filialnym kościele rzymskokatolickim pw. św. Mikołaja.